# Уве Кок
Уве Кок (нім. Uwe Kock; 25 листопада 1911, Кіль — 19 травня 1965) — німецький офіцер-підводник, капітан-лейтенант резерву крігсмаріне.

## Біографія
3 квітня 1936 року вступив на флот. Після проходження навчання з 1 січня 1937 року служив в 1-й флотилії R-катерів. 30 вересня 1937 року звільнений у відставку. З 17 липня по 15 серпня 1938 року пройшов стрілецьку підготовку, з 16 серпня по 22 жовтня — курс фельдфебеля, після чого знову був відправлений у відставку. 1 грудня 1939 року призваний на службу і в січні 1940 року призначений вахтовим офіцером на навчальному кораблі «Сілезія», з липня 1940 року — в команді блокадопроривачів в Кілі.
З 30 серпня 1943 по 28 лютого 1944 року пройшов курс підводника, з 29 лютого по 16 липня — курс командира підводного човна. З 17 липня 1944 року — командир підводного човна U-249, на якому здійснив 2 походи (разом 48 днів у морі). Під час другого походу 10 травня 1945 року здався в Портленді. 10 жовтня 1947 року звільнений.

## Звання
- Рекрут (3 квітня 1936)
- Оберматрос резерву (30 вересня 1937)
- Матрос-єфрейтор резерву (1 квітня 1938)
- Боцманмат резерву (1 вересня 1938)
- Боцман резерву (22 жовтня 1938)
- Лейтенант-цур-зее резерву (1 квітня 1940)
- Оберлейтенант-цур-зее резерву (1 червня 1942)
- Капітан-лейтенант резерву (1 квітня 1945)

## Нагороди
- Залізний хрест 2-го класу (квітень 1940)
- Нагрудний знак флоту (28 жовтня 1941)